# Enriqueta de Landaeta
Enriqueta de Landaeta là một giáo sư và giáo viên người Venezuela, một nhà hoạt động rất tích cực và là người ủng hộ công tác giáo dục phụ nữ. Từ 1936 đến 1938, bà là Giám đốc và Hiệu trưởng của trường Escuela Federal Jesús María Sifontes ở khu vực Guaicaipuro, Venezuela, là một trong những trường tiểu học đầu tiên mở cho nữ sinh vào năm 1917. Đến năm 1947, bà đến Caracas và bắt đầu giảng dạy chuyên môn Lịch sử và Địa lý Thế giới và Lịch sử Hoa Kỳ, và bà tiếp tục công việc này cho đến ít nhất là năm 1955. Năm 1959, với việc thành lập Liceo Santiago Key Ayala, Landaeta, bà trở thành trợ lý hiệu trưởng. Trường, tọa lạc tại Caracas, là một trong những tổ chức đầu tiên cấp bằng Cử nhân Khoa học cho phụ nữ. Năm 1947, Landaeta tham dự Primer Congreso Interamericano de Mujeres, một hội nghị dành cho phụ nữ do Liên đoàn Quốc tế Phụ nữ vì Hòa bình và Tự do (WILPF) tài trợ để thúc đẩy đối thoại của phụ nữ về các vấn đề thế giới và thúc đẩy công nhận quyền công dân của phụ nữ.